# 日向寺亜依
日向寺 亜依（ひゅうがじ あい、1994年10月5日 - ）は、日本の女子元ラグビーユニオン選手。現性『渡邉亜依』。

## プロフィール
- 北海道出身。
- ポジションはフランカー(FL)。
- 身長 168cm、体重 61kg

## 略歴
高校3年生からラグビーを始めた。
2013年、遠軽高校卒業後、戸塚共立メディカル(現・Yokohama TKM)に加入。
2017年、女子ラグビーワールドカップ2017の女子日本代表に選ばれた。同年、引退した。
2018年、渡邉隆之と結婚。